# Анакопийская епархия
Свяще́нная митропо́лия Абха́зии (абх. Аԥсны Амитрополиа Ԥшьа, также Анакопи́йская епа́рхия) — церковно-административная структура, деятельность которой была восстановлена в 2011 году группой клириков и мирян Абхазской православной церкви. Митрополия зарегистрирована в Абхазии и претендует на поэтапное восстановление деятельности исторической Абазгийской архиепископии Константинопольской православной церкви. Духовным лидером митрополии является архимандрит Дорофей (Дбар) (Константинопольский патриархат).

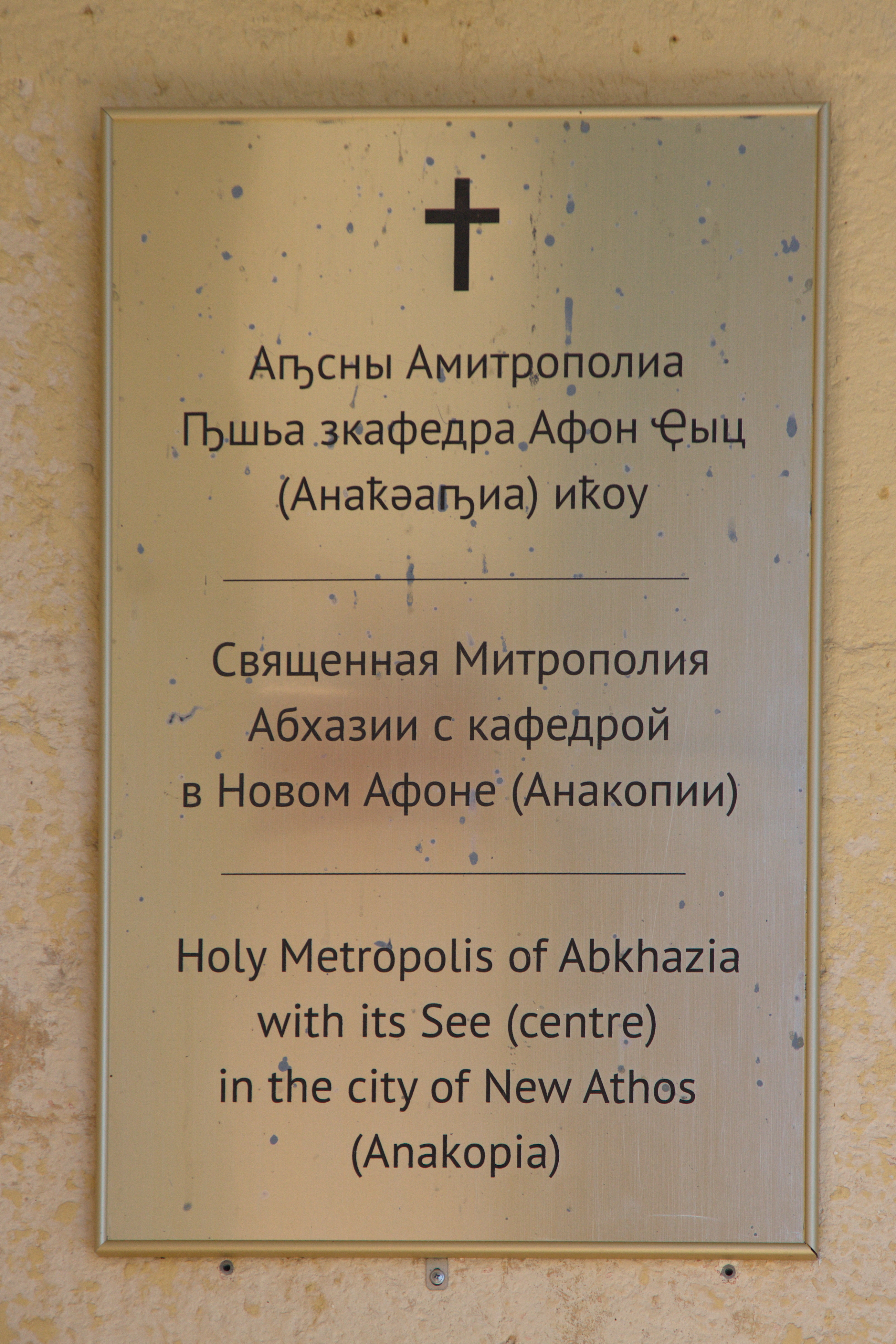
Таблица в монастыре святого апостола Симона Кананита

## Создание
15 мая 2011 года на Церковно-народном собрании (ЦНС) клириков и мирян Абхазской православной церкви в Новоафонском монастыре, на котором присутствовало несколько клириков и более тысячи мирян, была восстановлена Анакопийская епархия под наименованием Священная Митрополия Абхазии. Новообразованная церковной структура стала преемницей существовавшей в VI—VII веках Анакопийской епархии — одной из территориально-административных единиц с центром в Анакопии, входивших в юрисдикцию Абазгской архиепископии Константинопольского Патриархата.
Митрополия была официально зарегистрирована Министерством юстиции Абхазии, что породило церковное разделение в стране. Главному противнику Митрополии, управляющему Пицундской и Сухумской епархией Абхазской православной церкви иерею Виссариону Аплиаа, президентом Абхазии Александром Анквабом было предложено в соответствии с законом о религии перерегистрировать епархию, — после чего правительство РА гарантировало передачу своим постановлением Пицундской и Сухумской епархии храмов и монастырей Абхазии, в том числе и Новоафонского монастыря. Однако Виссарион Аплиаа отказался подавать документы для регистрации епархии и на фоне противостояния с Митрополией обратился за урегулированием церковного раскола в РПЦ. Московский патриархат не признал ни самопровозглашённую Митрополию, ни отделившуюся от Грузинской православной церкви Абхазскую православную церковь.

## Деятельность
Центром Священной митрополии является монастырь святого апостола Симона Кананита (Новоафонский монастырь), а административным органом — Церковный Совет в состав которого входят 6 представителей от священнослужителей: архимандрит Дорофей (Дбар), иеромонах Андрей (Ампар), иеродиакон Давид (Сарсаниа), инок Феофан (Крутиков) (также два места предложены представителям Пицундско-Сухумской епархии) и 6 представителей от мирян: Арда Ашуба, Тимур Дзидзария, Станислав Лакоба, Марк Трапш, Алхас Тхагушев, Денис Чачхалия). Кандидатом на занятие епископской кафедры избран архимандрит Дорофей (Дбар).
Принято решение направить обращение к Предстоятелям и Священным Синодам всех Поместных православных церквей с просьбой о создании межправославной комиссии под руководством представителя Константинопольского патриарха для обсуждения вопроса урегулирования канонического статуса независимой Абхазской православной церкви.
Новообразованная митрополия в настоящее время не признана. Действия Организационного комитета Церковно-народного собрания были осуждены представителями Пицундско-Сухумской епархии, заместителем председателя ОВЦС Русской православной церкви протоиереем Николаем Балашовым, а также рядом политических и государственных деятелей Абхазии из числа приверженцев проигравшего президентские выборы 26 августа 2011 года кандидата и бывшего премьер-министра Сергея Шамбы.
На первых порах, в 2011 году, идея автокефалии Абхазской церкви, провозглашённая целью деятельности Священной Митрополии Абхазии, вызвала понимание у избранного президента Абхазии Александра Анкваба, а его главный политический оппонент, проигравший кандидат в президенты РА, депутат Народного Собрания и лидер ФНА Рауль Хаджимба и вовсе принял участие в церковно-народном собрании, где сидел в первых рядах и активно поддержал Митрополию. В декабре 2015 года Анкваб утверждал, что идея Священной митрополии с самого начала использовалась его политическими противниками во главе с Хаджимбой в целях подготовки государственного переворота, который и произошёл весной 2014 года. Подтверждение этому экс-президент видит в активном участии молодых священнослужителей Митрополии в митингах непримиримой оппозиции.
Информационные органы Митрополии — газета «Христианская Абхазия», официальный сайт Митрополии и интернет-журнал «Аныха» («Anyha»).
9 января 2012 года члены Совета Священной Митрополии Абхазии были приняты патриархом Константинопольским Варфоломеем, членом Священного синода Константинопольского патриархата и председателем Межправославной комиссии митрополитом Пергамским Иоанном (Зизиуласом) и архиграмматевсом (старшим секретарём) патриархии, архимандритом Варфоломеем (Самарасом), пообещавшим абхазским клирикам свою поддержку в разрешении вопроса о каноническом статусе митрополии Абхазии. Представитель Московского Патриархата протоиерей Николай Балашов скептически прокомментировал информацию о возможных контактах Константинопольского патриархата с запрещенными клириками Майкопской епархии архимандритом Дорофеем (Дбар) и иеромонахом Андреем (Ампар), а Грузинский патриархат пообещал сделать официальное сообщение лишь после перепроверки информации.

## Попытки преодоления церковного раскола в Абхазии
31 января 2012 года в конференц-зале АбИГИ им. Д. И. Гулиа прошёл круглый стол, посвящённый проблемам абхазского церковного вопроса. По итогам заседания был создан организационный комитет по проведению в Сухуме Народного собрания (схода). 3 февраля санкционированное властями Народное собрание состоялось на площади Свободы в Сухуме при участии представителей государственных и общественных организаций, интеллигенции, жители городов и сёл страны. Сход принял Обращение к президенту Абхазии Александру Анквабу, парламенту Республики, Патриарху Московскому Кириллу и Константинопольскому патриарху Варфоломею I о преодолении церковного раскола.
1 июня 2014 года, в связи с острым политическим кризисом в республике и отставкой президента Александра Анкваба, со стороны клириков Абхазской православной церкви во главе с о. Виссарионом была предпринята попытка давления на руководство Анакопийской епархии с целью упразднения церковной структуры и освобождения зданий Новоафонского монастыря. При этом конфронтация между молодыми и старыми священниками не раз доходила до рукоприкладства и таскания за бороды.
К концу 2015 года примирения между Священной митрополией Абхазии и Абхазской православной церковью не произошло. Новое руководство Абхазии во главе с Хаджимбой самоустранилось от межцерковного конфликта. При этом ни одна из двух неканонических юрисдикций со стороны РПЦ и ГПЦ так и не признана. В этих обстоятельствах экс-президент Анкваб, сохраняющий значительное число сторонников в республике, после встреч в Москве с патриархом Кириллом и митрополитом Иларионом констатировал, что «внутрицерковное противостояние стало очередным испытанием, которое усугубило уже имевшиеся проблемы в абхазском обществе».
18 декабря 2015 года состоялась встреча президента Абхазии Хаджимбы с противоборствующими церковнослужителями — архимандритом Дорофеем (Дбаром) и иереем Виссарионом (Аплиаа). Хаджимба исходит из того, что на территории республики Абхазская православная церковь должна быть едина, а следовательно, необходима консолидация обоих действующих православных церковных организаций. В ответ священники обнаружили противоположное понимание путей преодоления раскола. Виссарион в качестве условия объединения назвал упразднение Священной митрополии, переход её духовенства в состав Абхазской православной церкви. После воссоединения должна состояться совместная поездка Виссариона и Дорофея в Московскую Патриархию для снятия запрета в священнослужении Дорофея. Президент Хаджимба поддержал эту идею и пообещал, что в этом случае Новоафонский монастырь будет закреплён за архимандритом Дорофеем. В свою очередь Дорофей наотрез отказался от такой формы объединения. Мотивировал тем, что упразднение Священной митрополии невозможно без соответствующего решения нового Церковно-Народного собрания, учёта позиции всех лиц, избравших совет СМА и его председателя. Вместо этого Дорофей предложил начать совместные богослужения духовенства Абхазской православной церкви и Священной Митрополии Абхазии. Эту идею отверг уже Виссарион, напомнив, что священноначалием РПЦ Дорофей, когда-то рукополагавшийся в Русской православной церкви, ныне из-за раскольнической деятельности и принятия сана архимандрита в Греции запрещён в священнослужении. Совет Священной митрополии выразил озабоченность неутешительными итогами встречи соперничающих церковнослужителей у президента Абхазии.

## Санкции
11 июня 2012 года, после прошедшего 6-7 июня 2012 года заседания Священного Синода РПЦ в Геленджике, епископом Майкопским и Адыгейским Тихоном (Лобковским) указами № 065—066 вновь были запрещены в служении на три года архимандрит Дорофей (Дбар) и иеромонах Андрей (Ампар), которые в силу неурегулированности церковной ситуации в Абхазии являлись заштатными клириками Майкопской епархии.